# Vielblütige Heide
Die Vielblütige Heide (Erica multiflora) ist eine Pflanzenart aus der Familie der Heidekrautgewächse (Ericaceae).

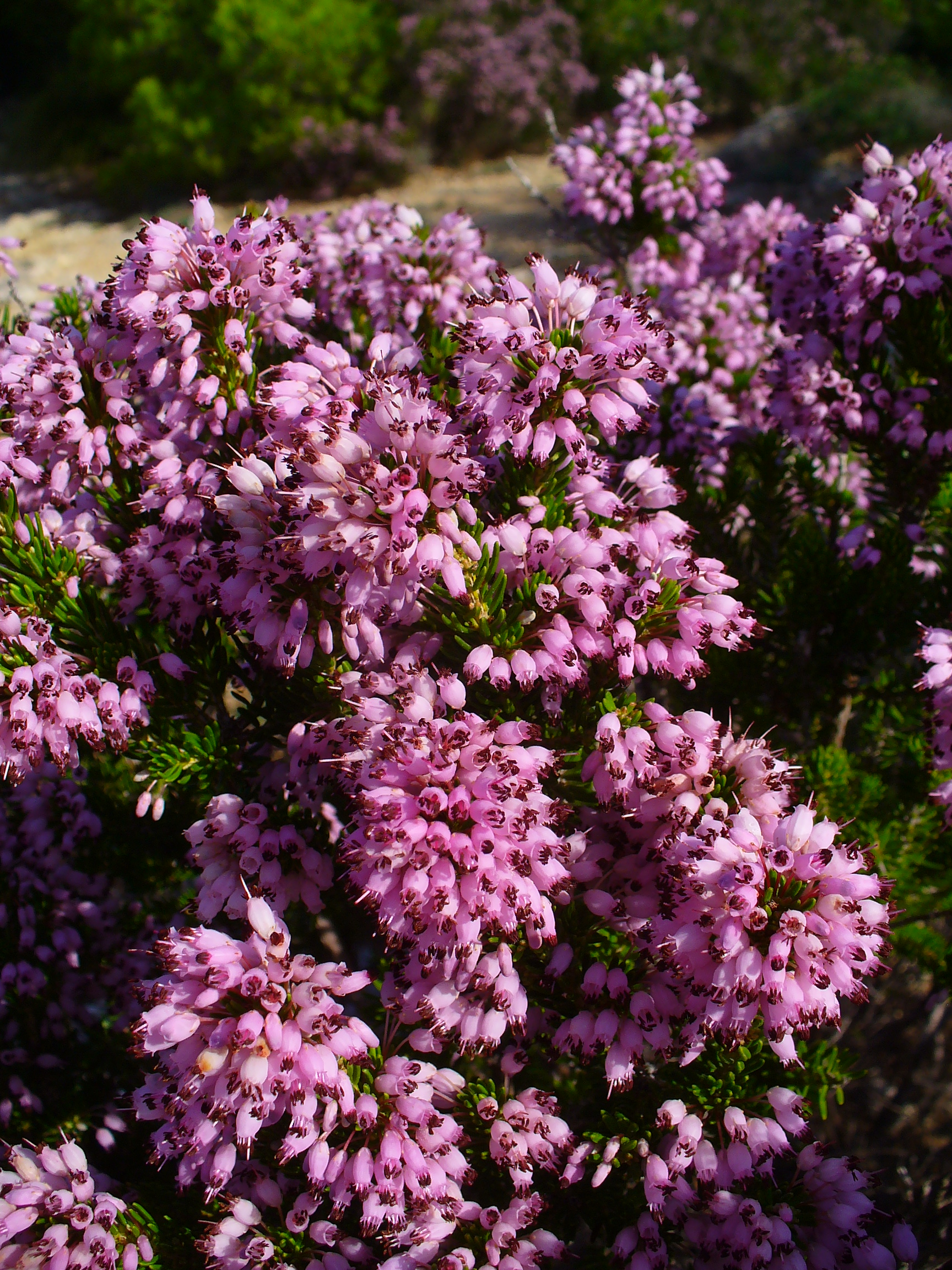
Blüten

## Beschreibung
Die Vielblütige Heide ist ein aufrechter Strauch, der Wuchshöhen bis 80, selten auch bis 250 Zentimeter erreicht. Die Blätter sind 6 bis 11 Millimeter lang. Sie sind zu je 4 oder 5 in Quirlen angeordnet. Ihre Unterseite wird durch den umgerollten Blattrand verdeckt. Die Blütenstände sind dicht und meist endständig. Die Krone ist zylindrisch bis schmal glockenförmig und 4 bis 5 Millimeter lang. Die Staubbeutel ragen aus der Blüte heraus. Sie besitzen kein Anhängsel. Ihre Hälften sind parallel und berühren sich. Die Blütezeit liegt im Herbst, sie beginnt also, sobald die Winterniederschläge nennenswert werden.

## Vorkommen
Die Art kommt im Mittelmeerraum vor. Nach Osten ist sie bis zum Gebiet des ehemaligen Jugoslawien zu finden.

## Belege
- Peter und Ingrid Schönfelder: Was blüht am Mittelmeer?. Franckh’sche Verlagsbuchhandlung, Stuttgart 1987, ISBN 3-440-05790-9.